# Organisatieadviseur
Een organisatieadviseur, ook wel aangeduid als managementconsultant, is een adviseur van het bedrijfsleven, de overheid, en andere organisaties in beleidsmatige en organisatorische vraagstukken. Zijn bedrijf wordt een organisatieadviesbureau genoemd.

## Overzicht
De organisatieadviseur werkt in de regel in opdracht van een organisatie aan het vaststellen, analyseren en oplossen van beleidsmatige en organisatorische vraagstukken. Dit werk kan zich richten op:
- vaststellen van de aard en mogelijke oorzaken van deze vraagstukken vast te stellen
- aandragen van alternatieven voor oplossingen
- duidelijk maken van redelijkerwijs te verwachten consequenties
- aanreiken of ontwikkelen van methoden en procedures
- begeleiden van veranderingen, en
- anderszins kennis en ervaring ten dienste van de opdrachtgever te stellen.

In het algemeen kun je zeggen dat het adviesobject van organisatieadviseurs is in te delen op een spectrum tussen 'persoon in een bedrijf' en een 'probleem in een bedrijf'.
Dat wil zeggen:
- sommige adviseurs focussen zich op de mens met een probleem;
- sommige adviseurs focussen zich op het ontwikkelen van een ideaaloplossing voor een probleem;
- andere adviseurs focussen zich op een combinatie van bovengenoemde adviesobjecten.

## Geschiedenis
Het beroep van organisatieadviseur is ontstaan begin twintigste eeuw in de Verenigde Staten met technici als Frederick Taylor, die als zogenaamde "consulting engineers" onderzoek deden op de werkvloer en adviezen verstrekte aan fabrieksdirecties. Vlak na de Eerste Wereldoorlog ontstonden hier de eerste consultancy firma's, waaronder Arthur D. Little, die overigens dertig jaar eerder was gestart als contractonderzoek organisatie.
In Nederland startte in 1922 het eerste organisatieadviesbureau met Ernst Hijmans en Van Gogh met medewerking van Johan Marie Louwerse en Berend Willem Berenschot. In het opvolgende decennium gingen ze ieder hun eigen weg met eigen bureaus.

## Bekende Nederlandse organisatieadviseurs
- Hans Andersson (1946)
- Willem Berenschot (1895-1964)[3], oprichter van Berenschot (organisatieadviesbureau)
- Piet Bolwijn
- Léon de Caluwé
- Tijo Collot d'Escury
- Wim Hartman
- Ernst Hijmans (1890-1987)
- Mickey Huibregtsen, ex-Voorzitter van de Nederlandse vestiging van McKinsey & Co
- Doede Keuning
- Ted Kumpe
- Pierre Malotaux
- Andries Twijnstra (1922-2007), oprichter van Twijnstra Gudde
- Mathieu Weggeman, voorheen werkzaam bij Twynstra Gudde Management Consultants
- Hans Wijers, voorheen van de Boston Consulting Group (bekend van de BCG-matrix), minister van Economische Zaken (in het Kabinet Kok I) en van 2003 tot 2012 Voorzitter van de Raad van Bestuur van AkzoNobel
- Maren Leo Wijvekate
- Berber van der Woude
- Martin Ydo (1913-1981), hij was de eerste bekende vertegenwoordiger van de Human relations-beweging in Nederland.[4]

## Publicaties
- Constant H. Botter, T. Willems en D.A.C. Zoethout red. (1980). De ingenieur als organisatie-adviseur : 50 jaar organisatie-advies-ingenieurs (1920-1970). Eindhoven : T.H. Eindhoven, 1980.
- Peter Hellema en Joop Marsman. De organisatie-adviseur: De opkomst en groei van een nieuw vak in Nederland 1920-1960. Meppel : Boom, 1997.
- Willem Vrakking, en Anton Cozijnsen, De Organisatie-adviseur: Van Junior naar Top consultant. Alphen a/d Rijn, 1994.